# Quituto
Quituto (Kitutu) ist eine osttimoresische Aldeia des Sucos Ailok (Verwaltungsamt Cristo Rei, Gemeinde Dili). 2015 lebten in Quituto 304 Einwohner.

## Lage und Einrichtungen
Quituto bildet den Mittelteil des Sucos Ailok. Im Westen liegt die Aldeia Malboro/Maliqueo, im Osten die Aldeia Carau Mate und im Nordwesten reicht Quituto bis an die Aldeia Culau Laletec. Im Nordosten und Südosten grenzt Quituto an den Suco Becora. Dazwischen liegt der Suco Camea. Im Südwesten befindet sich der Suco Balibar und im Süden die Gemeinde Aileu mit ihrem Suco Talitu (Verwaltungsamt Laulara).
Der Ort Quituto bildet eine geschlossene Siedlung im Westen der Aldeia, entlang der Straße, die die Aldeia von Nord nach Süd durchquert. Im Ort befinden sich das Hospital Ailok und die Grundschule Ailok. Östlich liegen die Häuser vereinzelt.